# Hennadij Bilodid
Hennadij Bilodid nebo Gennadij Beloděd (* 22. červenec 1977 Kyjev, Sovětský svaz) je bývalý ukrajinský zápasník–judista a sambista.

## Sportovní kariéra
S judem začínal na základní škole v rodném Kyjevě. Jeho osobním trenérem byl v klubu Spartak Viktor Koščavcev. Vrcholovou přípravu podstupoval v policejním klubu Dinamo pod vedením Maksyma Kohnenka. V ukrajinské seniorské reprezentaci se pohyboval od juniorského věku v lehké váhové kategorii do 73 kg. O post reprezentační jedničky bojoval v začátcích s Ilijou Čimčiurim, později se sambistickým mistrem světa Viktorem Savinovem a ke konci sportovní kariéry s Volodymyrem Sorokou. Pral se z pravého úchopu a téměř všechny své zápasy měl tvrdě odpracované v boji o úchop resp. zápasnickém klinči. V roce 2000 startoval na olympijských hrách v Sydney, ale ve čtvrtfinále byl diskvalifikován (hansokumake) za přílišnou pasivitu v zápase s Anatolijem Larjukovem. V roce 2004 na svých druhých olympijských hrách v Athénách nestačil ve druhém kole na formu Korejce I Won-huie, který ho hned v úvodní minutě poslal technikou tai-otoši na ippon.
V roce 2008 se velmi dobře připravil na své třetí olympijské hry v Pekingu. Jeho zápas druhého kola s Tadžikem Rasulem Bokijevem vstoupil do historie. Do zápasu šel se svojí typickou taktikou vyčkávat a spoléhat se na fyzickou připravenost v pozdějších minutách. Jeho soupeř však šel do zápase se stejnou taktikou. V čase 3:08 byli oba diskvalifikování za pasivitu po čtvrtém šidó a zápas šel předčasně do prodloužení. V prodloužení prohrál po technice tomoe-nage na ippon a obsadil konečné 7. místo. Sportovní kariéru ukončil se zavedením nových pravidel v roce 2010. Věnuje se trenérské práci. S manželkou Světlanou, bývalou ruskou reprezentantkou v judu společně připravují dceru Darju.

## Výsledky
| Turnaj             | 1994  | 1995  | 1996        | 1997        | 1998       | 1999       | 2000       | 2001       | 2002       | 2003       | 2004       | 2005       | 2006       | 2007       | 2008       |
| Turnaj             | 17    | 18    | 19          | 20          | 21         | 22         | 23         | 24         | 25         | 26         | 27         | 28         | 29         | 30         | 31         |
| Turnaj             | lehká | lehká | polostřední | polostřední | lehká váha | lehká váha | lehká váha | lehká váha | lehká váha | lehká váha | lehká váha | lehká váha | lehká váha | lehká váha | lehká váha |
| ------------------ | ----- | ----- | ----------- | ----------- | ---------- | ---------- | ---------- | ---------- | ---------- | ---------- | ---------- | ---------- | ---------- | ---------- | ---------- |
| Olympijské hry     |       |       | —           |             |            |            | úč.        |            |            |            | úč.        |            |            |            | 7.         |
| Mistrovství světa  |       | —     |             | —           |            | úč.        |            | —          |            | úč.        |            | 3.         |            | úč.        |            |
| Mistrovství Evropy | —     | úč.   | —           | —           | —          | —          | 5.         | 1.         | 5.         | 1.         | —          | úč.        | úč.        | —          | —          |
| MS juniorů         | —     |       | 3.          |             |            |            |            |            |            |            |            |            |            |            |            |
| ME juniorů         | 7.    | 5.    | úč.         | 3.          |            |            |            |            |            |            |            |            |            |            |            |